# St. Peter (Ransbach)

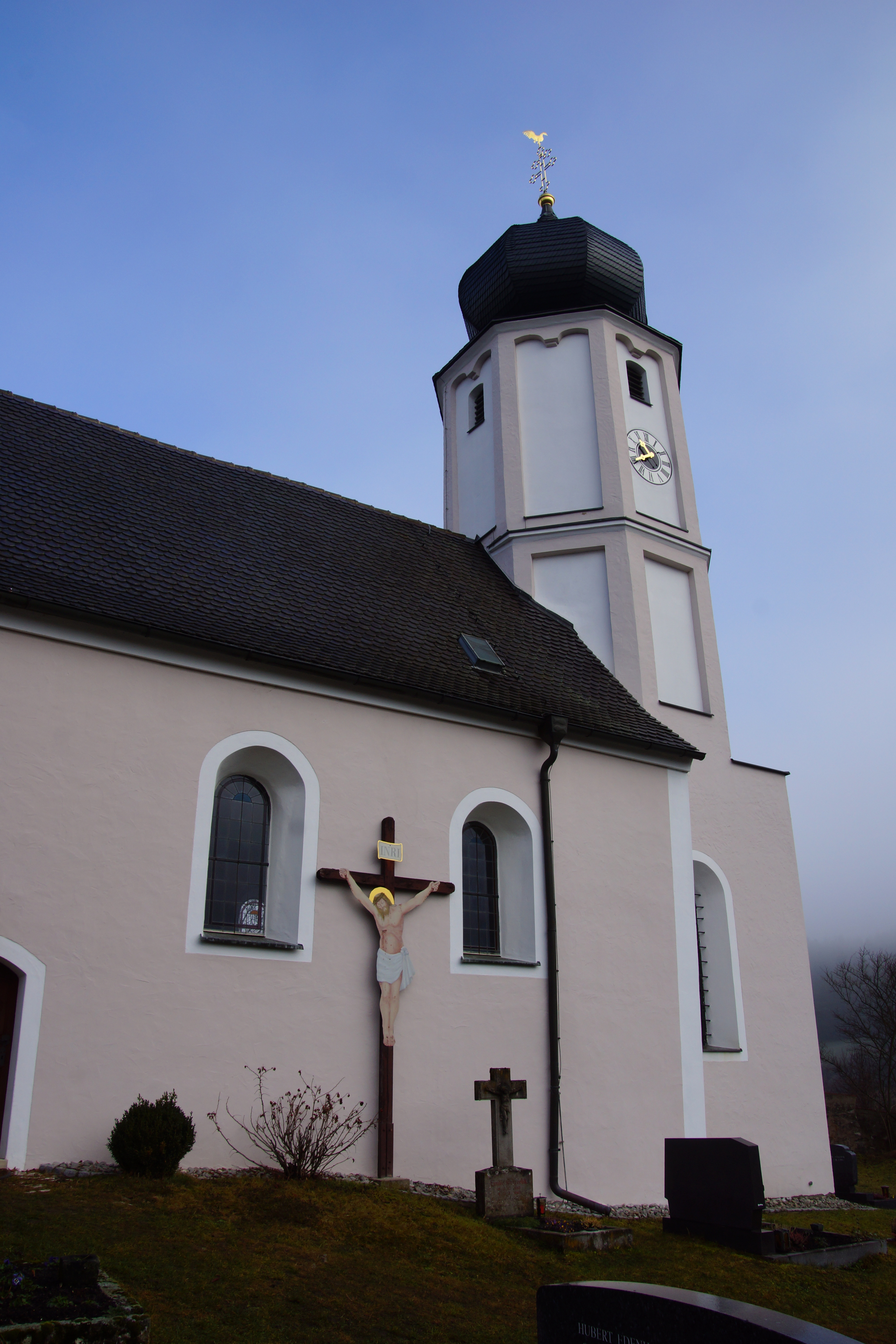
St. Peter (Ransbach)

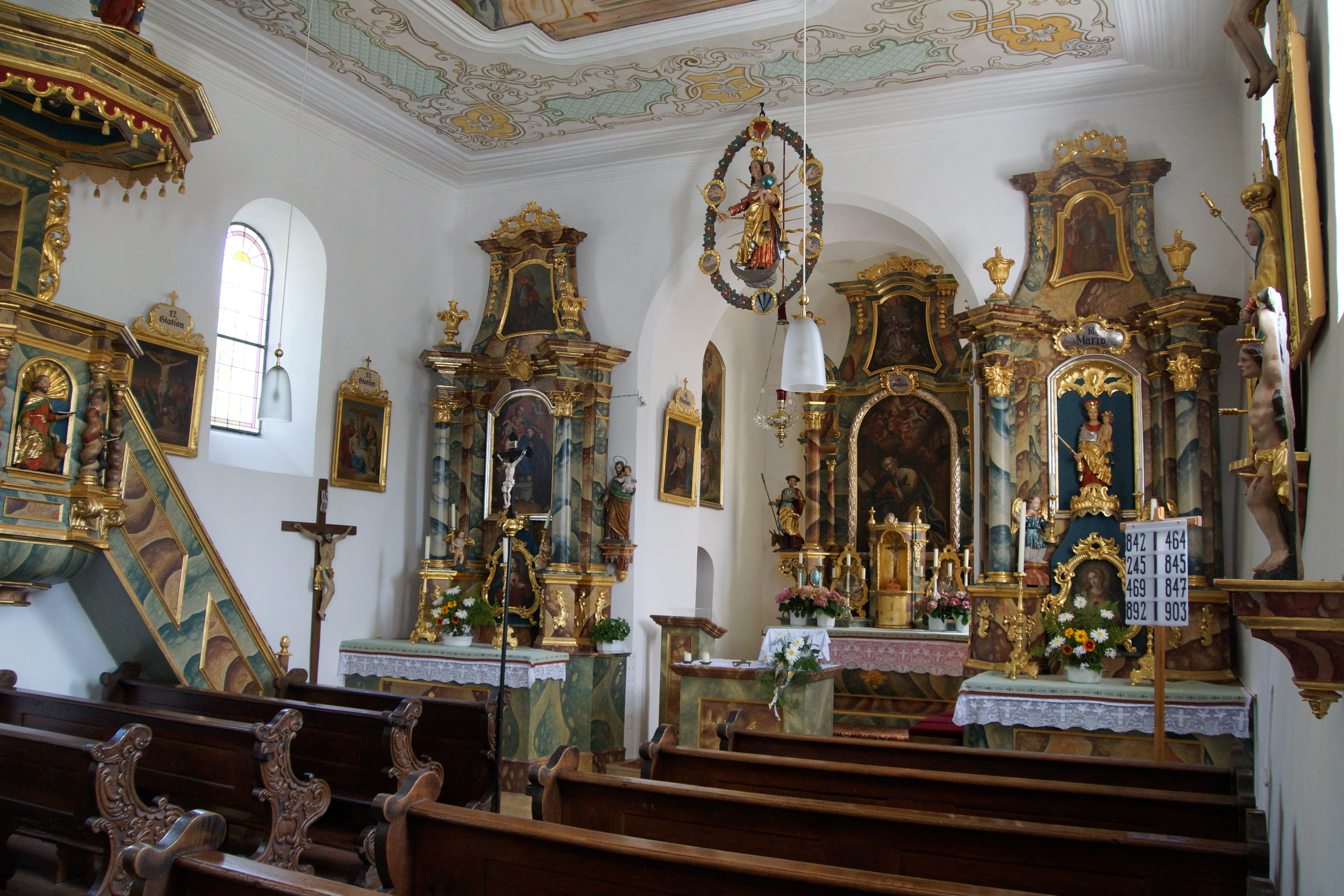
Innenraum

Die römisch-katholische, denkmalgeschützte Filialkirche St. Peter steht in Ransbach, einem Gemeindeteil des Marktes Hohenburg im Landkreis Amberg-Sulzbach in der Oberpfalz. Die Kirche gehört zum Bistum Regensburg. Das Bauwerk ist unter der Denkmalnummer D-3-71-129-61 als Baudenkmal in die Bayerische Denkmalliste eingetragen.

## Beschreibung
Die Saalkirche wurde unter Einbeziehung der Vorgängerkirche aus dem 13. Jahrhundert barock umgebaut. Sie besteht aus einem Langhaus, das nach Westen verlängert wurde, und einem Chorturm, dessen unteres quadratisches Geschoss mit zwei achteckigen aufgestockt und mit einer Zwiebelhaube bedeckt wurde.
Der Innenraum des Langhauses ist mit einer Flachdecke überspannt, der des eingezogenen, rechteckigen Chors, d. h. der des Erdgeschosses des Chorturms, mit einem Kreuzgratgewölbe. Die Sakristei wurde an der Nordwand des Chorturms angebaut. Zur Kirchenausstattung gehört ein Hochaltar, der im Kunststil des frühen 18. Jahrhunderts gebaut und 1934/35 umgebaut wurde. Er wird flankiert von den Statuen des heiligen Wendelin und des Heiligen Isidor. Auf dem Altarretabel ist der heilige Petrus dargestellt. Im Tabernakel wird ein Salvator mundi aufbewahrt.